# NGC 6956
NGC 6956 é uma galáxia espiral barrada (SBb) localizada na direcção da constelação de Delphinus. Possui uma declinação de +12° 30' 44" e uma ascensão recta de 20 horas, 43 minutos e 53,7 segundos.
A galáxia NGC 6956 foi descoberta em 19 de Outubro de 1784 por William Herschel.
Três supernovas foram observadas na galáxia NGC 6956: SN 2006it (Supernova tipo II, mag. 17.6), SN 2013fa (Supernova tipo Ia, mag. 16.2), e SN PSNJ20435314+1230304 (tipo Ia, mag. 15.8, descoberta em 11 de julho de 2015).